# Spiritual Baptist
Spiritual Baptist (Duchowy Baptyzm), inna nazwa: Shouter Baptist (Krzykliwy Baptyzm) – religia afroamerykańska z wysp Trynidadu i Tobago oraz Saint Vincent i Grenadyny; istnieje także na innych wyspach Antyli. 
Wyznawcy uważają siebie za chrześcijan, chociaż ich religia zawiera oprócz protestantyzmu liczne wierzenia animistyczne z Afryki oraz elementy spirytualizmu. Nazwa wyznawcy "Shouter" (krzykacz) (nadana przez ortodoksyjnych baptystów) jest uważana za obraźliwą i pochodzi od głośnych krzyków wyznawców podczas nabożeństw. 

## Pochodzenie i doktryna
Pierwszymi baptystami na Trynidadzie byli tzw. Merkins, czyli wyzwoleni niewolnicy z USA, którzy zostali zwerbowani przez Wielką Brytanię do walk przeciwko USA w 1812. Po zakończeniu walk w 1814 żołnierze-byli niewolnicy zostali osiedleni w oddalonych regionach Trynidadu, gdzie wytworzyli własną odmianę baptyzmu, stopniowo coraz bardziej oddalającą się od chrześcijaństwa.
Ekstatyczne nabożeństwa koncentrują się na uzyskaniu przez wiernych kontaktu z duchami zmarłych i innymi istotami duchowymi, pośredniczącymi między Bogiem i ludźmi. Wierni wprowadzają się w trans, podczas którego opanowywani są przez duchy i mogą przekazywać wiadomości, wróżby i rady od nich, a także dokonywać "cudownych" uzdrowień.